# مقاطعة جيرفرسون (واشنطن)
مقاطعة جيرفرسون (بالإنجليزية: Jefferson County)‏ هي إحدى مقاطعات ولاية واشنطن في الولايات المتحدة الأمريكية.